# Tommaso Perantuono
Tommaso Perantuono (Tollo, 5 luglio 1929) è un politico italiano.

## Biografia
Avvocato, diventa consigliere regionale in Abruzzo nel 1970, carica che mantiene fino al 1972, quando viene eletto alla Camera dei deputati nelle file del PCI. Conferma il proprio seggio a Montecitorio anche dopo le elezioni del 1976 e nuovamente nel 1979. Termina il mandato parlamentare nel 1983.